# الرواحي (كحلان الشرف)

تعديل مصدري - تعديل

الرواحي هي إحدى قرى عزلة افصر بمديرية كحلان الشرف التابعة لمحافظة حجة، بلغ تعداد سكانها 785 نسمة حسب تعداد اليمن لعام 2004.